# 修道士カドフェル
『修道士カドフェル』（しゅうどうしカドフェル、The Cadfael Chronicles）は、エリス・ピーターズ作の連作歴史推理小説。一風変わった経歴を持つ修道士のカドフェルがさまざまな事件を解決していく。

## 舞台背景
12世紀前半のイングランド。ヘンリー1世亡きあと、スティーブン王と従妹のモード王女の王位争いによる内戦が起こる。また、シュルーズベリはウェールズとの国境に近いため、ウェールズのオエイン・グウィネズ大公も、虎視眈々と領土の拡張をねらっている。

## 登場人物
- カドフェル（Cadfael）

主人公。イングランドシュロップシャー州シュルーズベリにある聖ペテロ・聖パウロ大修道院（シュルーズベリ大修道院、ベネディクト会）の修道士。
1080年ウェールズのトレヴリュー生まれ。本名は、カドフェル・アプ・メイリース・アプ・ダフィッズ。16歳で第1回十字軍に参加する。エルサレム陥落後は、船員として東方にとどまる。40歳を過ぎてから、イングランドに戻り、修道士となる。英語・ウェールズ語の両方に堪能。
長年、東方で兵士・船員として活躍した豊富な人生経験を持つ。薬草に関する知識が豊富で、自分で調合した薬で治療も行う。修道院では、彼が東方より持ち帰った種子から育てたハーブが揃った薬草園を管理している。治療を目的として、修道院の外にもたびたび出かけている。
- ヒュー・ベリンガー

シュルーズベリ執行長官代理。2作目から登場。
- ヘリバート

修道院の院長。のちに院長の座をラドルファスに託す。
- ラドルファス

ヘリバートから院長を託される。副院長がカドフェルの行動を非難するが聞き入れず、カドフェルを支持することが多い。
- ロバート・ペナント

副修道院長。虚栄心が強い野心家で、カドフェルを忌々しく思っている。
- ジェローム

副院長の腰巾着。副院長と同様カドフェルを良く思っていない。
- オズウィン

カドフェルお気に入りの修道士。

## 既刊一覧

### 修道士カドフェルシリーズ
- 『聖女の遺骨求む』（A Morbid Taste for Bones (1977)、大出健訳、社会思想社、現代教養文庫） 1990.11、のち光文社文庫 2003.1
- 『死体が多すぎる』（One Corpse Too Many (1979)、大出健訳、社会思想社、現代教養文庫） 1991.1、のち光文社文庫 2003.3
- 『修道士の頭巾』（Monk's Hood (1980)、岡本浜江訳、ハヤカワ・ミステリ） 1982.4、のち社会思想社、現代教養文庫 1991.5、のち光文社文庫 2003.5

1980年 CWAシルバーダガー賞受賞
- 『聖ペテロ祭の殺人』（Saint Peter's Fair (1981)、大出健訳、社会思想社、現代教養文庫） 1991.9、のち改題『聖ペテロ祭殺人事件』（光文社文庫） 2003.7
- 『死への婚礼』（The Leper of Saint Giles (1981)、大出健訳、社会思想社、現代教養文庫） 1991.11、のち改題『死を呼ぶ婚礼』（光文社文庫） 2003.9
- 『氷の中の処女』（The Virgin in the Ice (1982)、岡本浜江訳、社会思想社、現代教養文庫） 1992.3、のち光文社文庫 2003.11
- 『聖域の雀』（The Sanctuary Spallow (1983)、大出健訳、社会思想社、現代教養文庫） 1992.9、のち光文社文庫 2004.1
- 『悪魔の見習い修道士』（The Devil's Novice (1983)、大出健訳、社会思想社、現代教養文庫） 1992.11、のち光文社文庫

2004.3
- 『死者の身代金』（Dead Man's Ransom (1984)、岡本浜江訳、社会思想社、現代教養文庫） 1993.1、のち光文社文庫 2004.5
- 『憎しみの巡礼』（The Pilgrim of Hate (1984)、岡達子訳、社会思想社、現代教養文庫） 1993.3、のち光文社文庫 2004.7
- 『秘跡』（An Excellent Mystery (1985)、大出健訳、社会思想社、現代教養文庫） 1993.5、のち光文社文庫 2004.9
- 『門前通りのカラス』（The Raven in the Foregate (1986)、岡達子訳、社会思想社、現代教養文庫） 1993.7、のち光文社文庫 2004.11
- 『代価はバラ一輪』（The Rose Rent (1986)、大出健卓、社会思想社、現代教養文庫） 1993.9、のち光文社文庫 2005.1
- 『アイトン・フォレストの隠者』（The Hermit of Eyton Forest (1987)、大出健訳、社会思想社、現代教養文庫）1993.11、のち光文社文庫 2005.3
- 『ハルイン修道士の告白』（The Confession of Brother Haluin (1988)、岡本浜江訳、社会思想社、現代教養文庫） 1994.3

、のち光文社文庫 2005.5
- 『異端の徒弟』（The Heretic's Apprentice (1989)、岡達子訳、社会思想社、現代教養文庫） 1994.7、のち光文社文庫 2005.7
- 『陶工の畑』（The Potter's Field (1989)、大出健訳、社会思想社、現代教養文庫） 1994.11、のち光文社文庫 2005.9
- 『デーン人の夏』（The Summer of the Danes (1991)、岡達子訳、社会思想社、現代教養文庫） 1995.3、のち光文社文庫 2005.11
- 『聖なる泥棒』（The Holly Thief (1992)、岡本浜江訳、社会思想社、現代教養文庫） 1995.7、のち光文社文庫 2006.1
- 『背教者カドフェル』（Brother Cadfael's Penance (1994)、岡達子訳、社会思想社、現代教養文庫） 1996.1、のち光文社文庫 2006.3
- 『修道士カドフェルの出現 - 修道士カドフェル短編集』（A Rare Benedictine、, 岡本浜江, 大出健, 岡達子訳、社会思想社、現代教養文庫) 1997.3、のち『修道士カドフェルの出現』（光文社文庫） 2006.5

## 映像化
1994年から1998年まで、イギリスのテレビ局ITVにおいて映像化された。主演はデレク・ジャコビ。ハンガリーで撮影され、第4シーズンまで制作された。1話75分。日本クラウンからDVDボックスが発売されている。

### キャスト
括弧内は登場話、日本語吹き替え。
- カドフェル - デレク・ジャコビ（山野史人）
- ヒュー・ベリンガー - シーン・パートウェイ（第1 - 4話）、エオイン・マッカーシー（第6 - 10話、以上森田順平）、アンソニー・グリーン（第10 - 13話、土師孝也）
- ヘリバート - ピーター・コプリー（第1 - 4話、北村弘一）
- ラドルファス - テレンス・ハーディマン（第5 - 13話、大木民夫）
- ロバート・ペナント - マイケル・カルバー（第1 - 4話 - 金内喜久夫、第5 - 13話 - 坂口芳貞）
- ジェローム（第1 - 13話、佐久田修）
- オズウィン （第2 - 10話、小室正幸）

### エピソード一覧
年月日はイギリスでの放映年月日

#### シーズン1
- 1)「死体が多すぎる (One Corpse Too Many)」（グレアム・シークストン監督、ラッセル・ルイス脚本） 1994.5.29
- 2)「聖域の雀 (The Sanctuary Sparrow)」（グレアム・シークストン監督、ラッセル・ルイス脚本） 1994.6.5
- 3)「死への婚礼 (The Leper of St.Giles)」（グレアム・シークストン監督、ポール・ベンダー脚本） 1994.6.12
- 4)「修道士の頭巾 (Monk's Hood)」（グレアム・シークストン監督、ラッセル・ルイス脚本） 1994.6.19

#### シーズン2
- 5)「氷のなかの処女 (The Virgin in the Ice)」（マルコム・モーブリー監督、ラッセル・ルイス脚本） 1995.12.26
- 6)「悪魔の見習い修道士	(The Devil's Novice)」（ハーバード・ワイズ監督、クリストファー・ラッセル脚本） 1996.8.18
- 7)「聖女の遺骨求む (A Morbid Taste for Bones)」（リック・ストラウド監督、クリストファー・ラッセル脚本） 1996.8.25

#### シーズン3
- 8)「代価はバラ一輪 (The Rose Rent)」（リック・ストラウド監督、クリストファー・ラッセル脚本） 1997.8.12
- 9)「聖ペテロ祭の殺人 (St. Peter's Fair)」（ハワード・ワイズ監督、ラッセル・ルイス脚本） 1997.8.19
- 10)「門前通りのカラス (The Raven in the Forgate)」（ケン・グリーヴ監督、サイモン・バーク脚本） 1997.8.26

#### シーズン4
- 11)「聖なる泥棒 (The Holly Thief)」（ケン・グリーヴ監督、ベン・ロストゥル脚本） 1998.6.23
- 12)「陶工の畑 (The Potter's Field)」（メアリー・マクマーレイ監督、クリストファー・ラッセル脚本） 1998.12.23
- 13)「憎しみの巡礼 (The Pilgrim of Hate)」（ケン・グリーヴ監督、リチャード・ストーンマン脚本） 1998.12.28